# Piper umbellatum
Piper umbellatum é uma espécie de Piper nativa das Américas. É conhecida no Brasil por muitos nomes populares como  pariparoba, capeba, caapeba, caapeba-do-nordeste, guaxima, caafeba, caa-pena, caá-peuá, caena, capeba, catajé, jaguarandi, malvarisco, oguaxima. É amplamente distribuída no México, América Central, América do Sul e várias ilhas do Caribe; foi introduzida na África e no sudeste asiático, onde atualmente é naturalizada.

## Sinônimos
Sinônimos atualmente aceitos:
- Heckeria umbellata (L.) Kunth
- Lepianthes umbellata (L.) Raf.
- Lepianthes umbellata (L.) Raf. ex Ramamoorthy
- Peperidia umbellata (L.) Kostel.
- Peperomia umbellata (L.) Kunth
- Piper cuernavacanum C. DC.
- Piper postelsianum Maxim.
- Piper subpeltatum Willd.
- Pothomorphe dombeyana Miq.
- Pothomorphe subpeltata (Willd.) Miq.
- Pothomorphe umbellata (L.) Miq.

## Descrição
A P. umbellatum é uma erva perene que pode chegar até 2,5 metros de altura, folhas largas, 10 a 30 cm de largura, em formato de coração. É propagada por sementes que podem apresentar dormência que é quebrada por luz solar direta.

## Usos

### Uso medicinal
O uso da capeba na medicina tradicional foi descrito em 24 países diferentes, dentre os quais, os usos mais frequentes são: trato urinário (rins e diurético), dor abdominal (estômago) e tratamento de feridas.
Suas folhas, caule, sementes e raízes são administradas popularmente através de infusões ou aplicadas topicamente por sua ação analgésica, antitérmica, anti-inflamatória e antianêmica. O 4-nerolidilcatecol é considerado o principal composto bioativo que confere essas propriedades e está presente em toda a planta. No entanto, as análises realizadas com óleos essenciais extraídos das folhas em diferentes países do mundo demonstraram composições variadas. O óleo essencial de capeba também apresenta efeitos anti-inflamatórios, diminuindo os níveis de inflamação em camundongos com úlceras induzidas, bem como atividades antioxidante e protetora contra raios UV-b solares, antimalárica, sedativa e potencialmente antitumoral.
Suas raízes são indicada para afecções hepáticas pelo menos desde a primeira Farmacopeia Brasileira, em 1929.  Além disso, as raízes possuem propriedades terapêuticas supostamente estomáquicas, na constipação intestinal, assim como suas folhas frescas são aplicadas topicamente em casos de reumatismo e de úlceras.
A capeba contém compostos bioativos de efeitos protetores no estômago e efeitos terapêuticos em úlceras gástricas. Em um estudo em camundongos com úlceras induzidas por ácido acético, a administração do óleo essencial de capeba em diferentes doses resultou em uma redução significativa nos danos intestinais causados pela úlcera em comparação com um grupo controle, promovendo uma regeneração moderada da mucosa gástrica, além de promover a redução do volume de secreção gástrica, de modo a aumentar o pH gástrico, mudanças que são importantes no tratamento de úlceras.
O potencial uso terapêutico do extrato de capeba no tratamento do câncer tem sido investigado através do estudo das atividades anti-inflamatórias e antitumorais na pesquisa in vitro e in vivo (em animais). Tanto nos modelos in vitro quanto in vivo, o extrato de capeba rico em 4-nerolidilcatecol mostrou efeitos antiproliferativos de células tumorais. Adicionalmente, no modelo in vivo esses resultados foram obtidos fazendo administração por via oral do extrato, que não mostrou sinais de toxicidade em concentrações de 200 mg/kg e 400 mg/kg. Por fim, o extrato de capeba em diversas concentrações diminuiu a resposta inflamatória em um modelo animal.
A P. umbellatum é bastante usada na África, na Costa do Marfim sua folhas são para enemas para aliviar prolapso retal, em Gana, a polpa das folhas e raízes são usadas no preparo de uma bebida contendo álcool para o combate ao reumatismo.

## Uso alimentício
A capeba é considerada uma planta alimentícia não convencional, sendo seu uso comparado ao da couve.

## Galeria

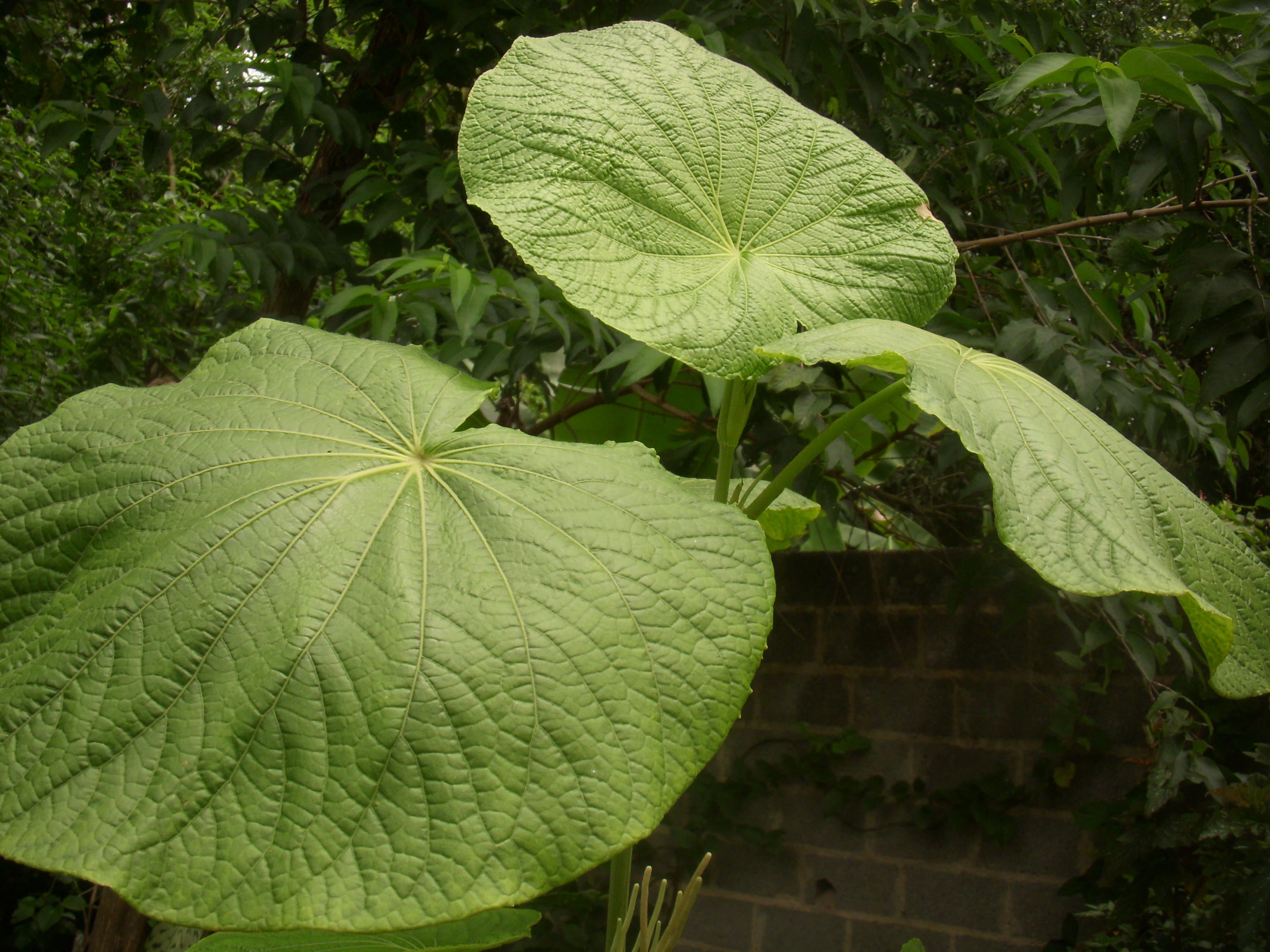
Folhas
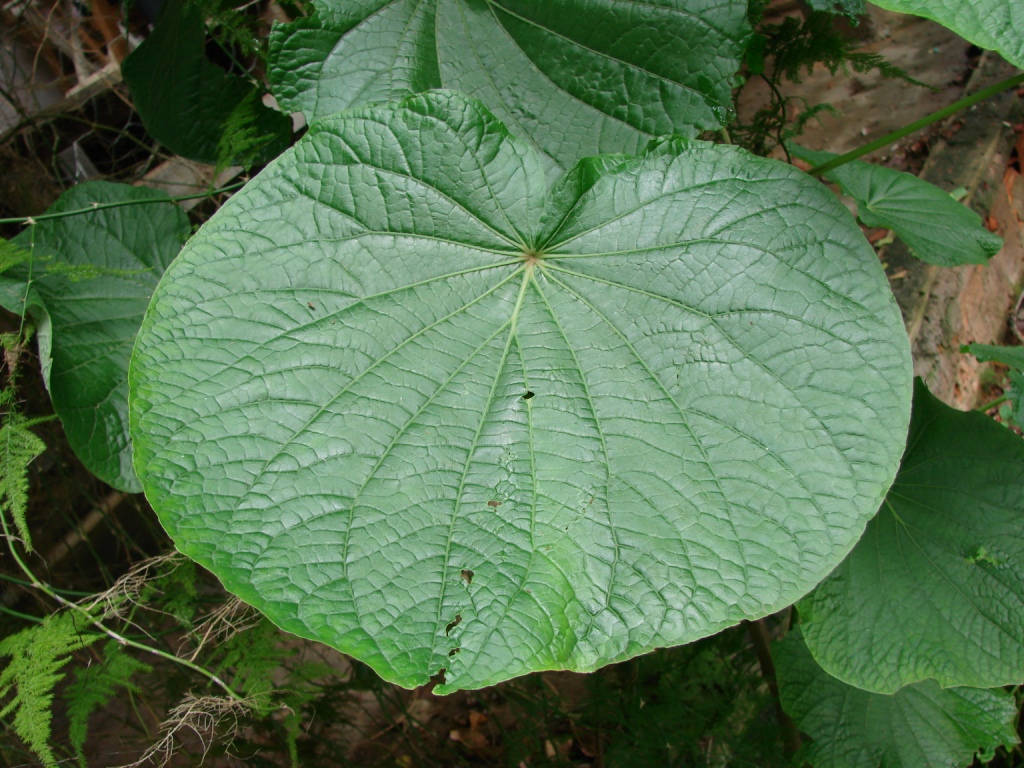
Folhas
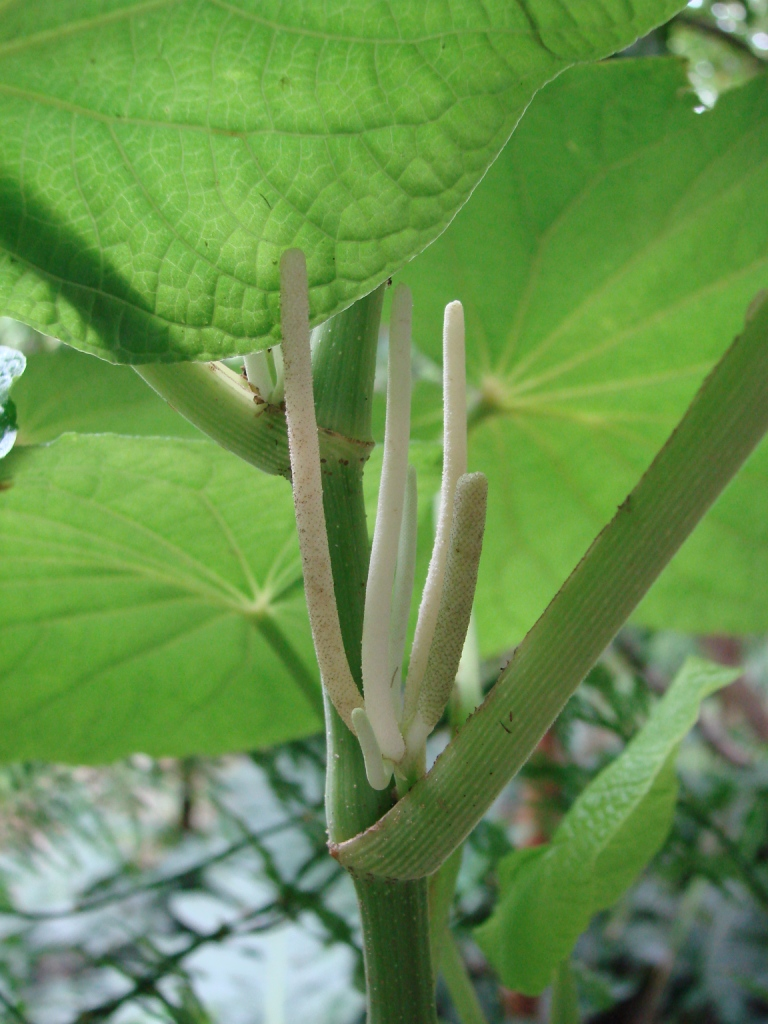
Flores
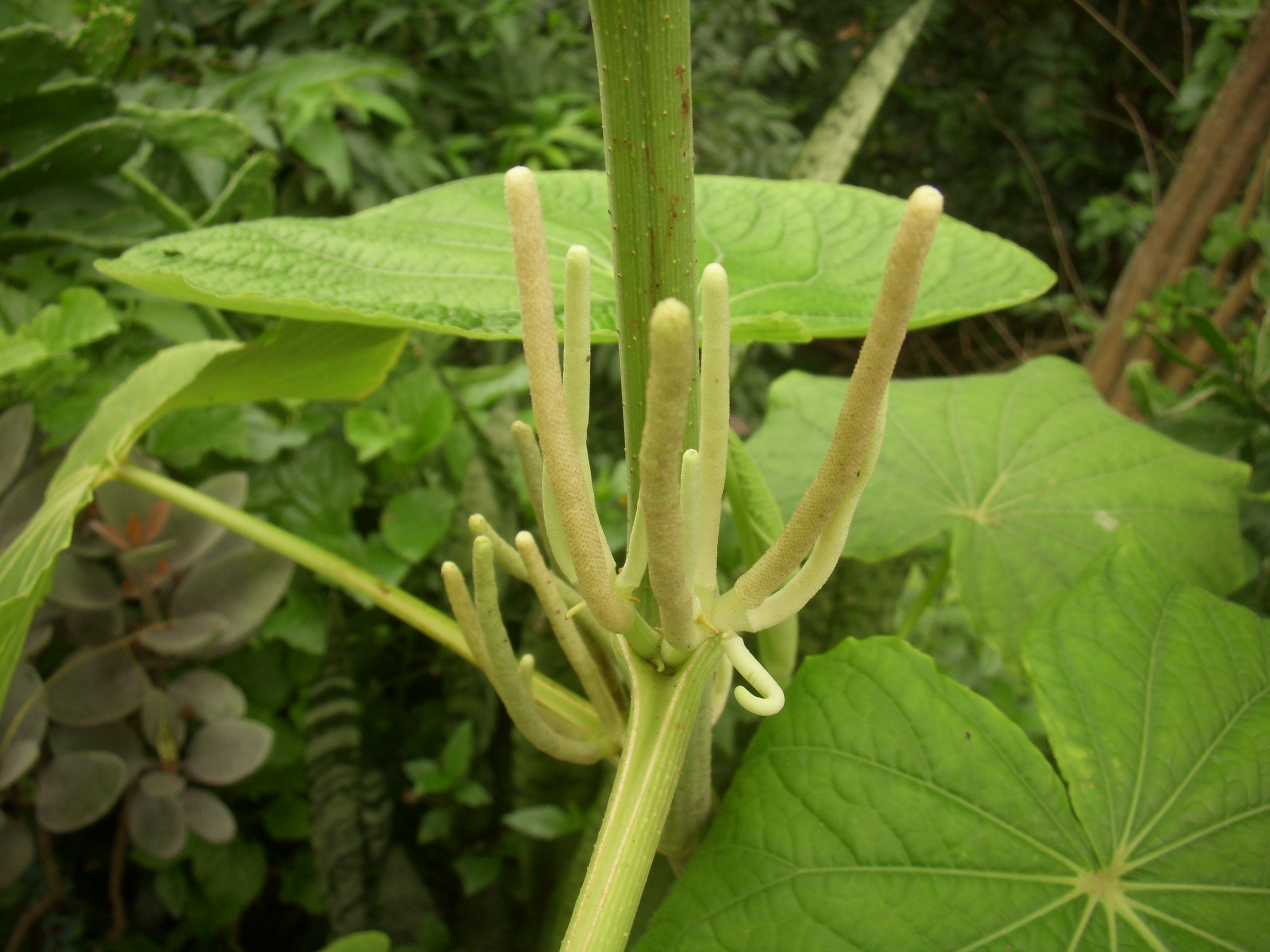
Flores